# CTA 1
CTA 1, también llamado SNR G119.5+10.2 y 2E 18, es un resto de supernova situado en la constelación de Cefeo.
Fue descubierto como radiofuente en 1960 en un estudio realizado a 960 MHz de frecuencia, mientras que en la banda de rayos X fue detectado por vez primera por el satélite ROSAT.

## Morfología
CTA 1 es un resto de supernova compuesto, con una estructura de tipo caparazón en banda de radio y una morfología llena desde el centro en rayos X.
En radio, CTA 1 muestra un caparazón brillante en el sur y en el este, pero que se atenúa, hasta ser casi invisible, en el norte y en el noroeste. Además, existe una tenue barra de emisión de radio en la cara del objeto extendiéndose de sur a norte.
En rayos X, CTA 1 comprende tanto emisión térmica como no térmica: mientras que las regiones exteriores contienen principalmente emisión térmica calentada por el choque, el componente no térmico domina la emisión central.

## Remanente estelar
En su interior, CTA 1 alberga un púlsar —RX J0007.0+7302— que no emite en radiofrecuencias pero sí en rayos X y rayos gamma, siendo su período de 316 ms.
No se ha encontrado el equivalente en luz visible de este objeto.
En este sentido, observaciones en la banda de 5 - 10 keV muestran emisión difusa no térmica de bajo brillo superficial en el centro del remanente, lo que probablemente corresponde a un plerión impulsado por una estrella de neutrones activa.
Asimismo, se ha detectado emisión en el rango de energía de TeV, que se atribuye también a la nebulosa de viento de púlsar (PWN).

## Edad y distancia
Inicialmente se sugirió que la edad de CTA 1 —de acuerdo a datos de emisión térmica de rayos X— era de aproximadamente 20 000 años. Posteriormente, usando modelos de expansión, se redujo este valor a 13 000 años —valor que concuerda con la edad del púlsar—, mientras que modelos más recientes le otorgan una edad de 9000 años, un radio de 8 pársecs y una masa expulsada equivalente a 10 masas solares.
La distancia de este resto de supernova, estimado a partir de la capa H I asociada, es de 1400 ± 300 pársecs.